# Благодійний фонд імені Марії Заньковецької
Благодійний фонд імені Марії Заньковецької — добровільна організація, утворена з метою здійснення благодійної діяльності у сфері культури.

## Історія
Благодійний фонд імені Марії Заньковецької заснований Львівським національним академічним українським драматичним театром у 1997 році. За зібрані кошти, під час креативної акції «Три копійки до літри пива», були частково ліквідовані гостро аварійні ділянки у будівлі Театру імені Марії Заньковецької. Заручившись підтримкою тодішнього виконкому Львівської міської ради (який ухвалив відповідне рішення про цільову надбавку до літра пива), організація в такий спосіб зібрала для «заньківчан» 220 тисяч гривень. Протягом кількох років БФ не вів активної діяльності. 12 грудня 2011 року відбувся концерт — презентація Фонду в театрі імені Марії Заньковецької. У заході взяв участь заступник Голови Правління Міжнародного благодійного фонду «Україна 3000», Президент Асоціації благодійників України Олександр Максимчук.
|  | «Дуже приємно, що колектив Театру Заньковецької відроджує благодійні традиції в культурі. Вже три роки поспіль симфонічний оркестр Театру реалізує унікальний проект, спрямований на залучення до мистецтва людей з обмеженими можливостями. Це єдиний в Україні оркестр, що співпрацює з незрячими людьми. І це дивовижно – коли люди, які не бачать диригентської палички, майстерно виконують складні музичні твори». (Олександр Максимчук) |

Під час концерту виступили дитячий ансамбль «Веселі черевички», чоловіча вокальна формація «Піккардійська терція», соліст Львівської опери Олег Лихач, скрипаль-віртуоз, фіналіст конкурсу «Україна має талант» Олександр Божик та ін. Відновленому Фонду було передано сертифікат на 5 тисяч гривень Катериною та Віктором Ющенками. Першою акцією, яку здійснив фонд, став збір коштів для впорядкування бібліотек у інтернатах та сиротинцях Львівщини. Партнером даного заходу виступила «Мальтійська служба допомоги».

## Організація Фонду
Головою Ради Фонду є художній керівник театру, народний артист України, лауреат Національної премії імені Тараса Шевченка Федір Стригун. До відновлення Фонду долучився директор-розпорядник Національного академічного українського театру імені Марії Заньковецької Тарас Лисак . Рада Фонду 15 листопада 2011 року оголосити конкурс на найкращий логотип та слоган Фонду.

## Мета і завдання Фонду
Головною метою діяльності Фонду є здійснення благодійної діяльності у сфері культури, насамперед підтримка театрального мистецтва, надання допомоги театральним установам, акторам й іншим діячам мистецтв.
|  | Певна річ, найбільше навантаження в цій справі повинна взяти на себе держава, але й люди мають долучитися. (Генеральний директор Львівського національного академічного українського драматичного театру ім. Марії Заньковецької Андрій Мацяк) |

## Напрями діяльності
Основними напрямами (статутними завданнями) діяльності Фонду є:
- залучення до благодійної діяльності усіх, хто бажає прислужитися справі підтримки української культури;
- акумуляція і використання відповідно до завдань Фонду благодійних внесків (пожертв) у вигляді грошових
- коштів, матеріальних та мистецьких цінностей, цінних паперів, робіт, послуг тощо;
- матеріальна підтримка проведення реконструкції (ремонту) будівлі та утримання Національного академічного українського драматичного театру імені Марії Заньковецької;
- сприяння розвитку та популяризації театрального мистецтва і культури в регіоні та організація заходів, спрямованих на прискорений соціально-культурний розвиток Львівщини;
- матеріальна й інша підтримка акторів та працівників театрів Львівщини, насамперед акторів та діячів Львівського державного академічного українського драматичного театру імені М. Заньковецької;
- надання допомоги театральним навчальним закладам, встановлення персональних стипендій для студентів театральних вузів та училищ;
- видавнича, просвітницька та рекламно-інформаційна діяльність, пропаганда цілей Фонду і заходів, що проводяться ним;
- організація, участь у проведенні конкурсів, фестивалів, театральних видовищ, спектаклів, виставок, презентацій, концертів, телерадіомарафонів та інших культурно-масових заходів;
- розвиток взаємозв'язків та співробітництво з іншими неприбутковими організаціями в Україні та за її межами;
- здійснення інших благодійних заходів, не заборонених законодавством.[5]